# 岡山定夫
岡山 定夫（おかやま さだお、1952年11月22日 - ）は、日本の元騎手。

## 来歴
1973年3月11日に中山第3競走4歳未勝利・インターワールド（11頭中11着）で初騎乗を果たす。10月27日の新潟第5競走4歳以上200万下・ケンハヤテで初勝利を挙げる。
1978年7月8日の中山では初の1日3勝、1982年8月21日・22日には新潟で初の2日連続勝利を記録。
1980年にはホクトダンデイで関屋記念2着、京王杯オータムハンデキャップでもサクラシンゲキの2着に入り、自身初の2桁勝利で自己最多の12勝をマーク。
1982年には3月21日の中山第3競走4歳未勝利では16頭中14番人気のカチウマフブキで単勝万馬券、5月8日の東京第9競走丹沢特別では16頭中11番人気のハーバーカピタン、7月18日の新潟第9競走阿賀野川特別では11頭中10番人気のギャラップシチーで枠連万馬券、9月19日の中山第4競走4歳未勝利では16頭中15番人気のサンショウセイフクと4度も2桁人気を勝利に導き、2年ぶりの2桁となる11勝をマーク。
1984年には2年ぶりに2桁の10勝を挙げたが、その後は1桁台に落ち着き、1986年には自己最低の1勝に終わる。
1991年のアルゼンチン共和国杯では3連勝中のリアルボーイに加藤和宏の代打で騎乗し、ミスターシクレノン・トウショウファルコ・ホワイトストーンを抑えてヤマニングローバルの2着に入った。  
1992年のスプリングステークスでは14頭中11番人気のリワードガルソンに騎乗し、ミホノブルボン・ライスシャワー・マチカネタンホイザに次ぐ7着に終わったが、ノーザンコンダクト・サクラバクシンオーには先着した。
1995年10月21日の新潟第10競走長岡特別を10番人気のマロンアニーモで勝利し馬連万馬券を演出、2日連続勝利を挙げた翌22日の新潟第8競走4歳未勝利・シルキーパレードが最後の勝利となった。1996年2月25日の中山第6競走4歳新馬でチャリングロマンに騎乗しメンバー中最速36秒5の脚でクロカミの3着に入り、同日の第8競走4歳以上500万下・マロンアニーモ（16頭中14着）を最後に現役を引退。

## 騎手成績
| 通算成績 | 1着 | 2着 | 3着 | 4着以下 | 騎乗回数 | 勝率 | 連対率 |
| -------- | --- | --- | --- | ------- | -------- | ---- | ------ |
| 計       | 143 | 160 | 204 | 1787    | 2294     | .062 | .144   |